# Bezirksliga
La Bezirksliga è il 7º livello del sistema calcistico tedesco nello stato della Baviera. Esiste anche in altri stati della Germania, ma a livelli inferiori. Il suo nome potrebbe essere tradotto con la dicitura campionato provinciale. Fino al 2012 si chiamava Beziksoberliga. Nelle regioni più piccole, che non sono politicamente divise in "bezirk", si usa spesso il nome Landesliga.

## Panoramica

### Nella Bassa Sassonia
Con l'introduzione della 3. Liga e lo scioglimento della Oberliga Nord nel 2008, le due Verbandsliga della Bassa Sassonia sono diventate le principali leghe amatoriali della regione. Di conseguenza, le due leghe sono state rinominate Oberliga, con questi nomi:
- Oberliga Niedersachsen-Ost
- Oberliga Niedersachsen-West

Sotto le due vecchie Verbandsliga, le quattro Bezirksoberliga esistenti sono diventate il sesto livello del sistema. Il 17 maggio 2010 la federazione calcistica della Bassa Sassonia ha deciso di rinominare le quattro Bezirksoberligas in Landesligas a partire dal 1º luglio 2010. Questo cambio di denominazione è avvenuto insieme alla fusione delle due Oberliga nella Niedersachsenliga..

### In Baviera
Nella regione della Baviera, nel 1988 sono state introdotte sette Bezirksoberliga, ognuna a copertura del proprio distretto:
- Bezirksoberliga Schwaben
- Bezirksoberliga Oberbayern
- Bezirksoberliga Niederbayern
- Bezirksoberliga Oberpfalz
- Bezirksoberliga Mittelfranken
- Bezirksoberliga Unterfranken
- Bezirksoberliga Oberfranken

Queste sette leghe formano il settimo livello del sistema calcistico tedesco, sotto le tre Landesliga bavaresi.

### Nell'Assia
Nell'Assia le vecchie Bezirksoberliga sono state rinominate in Gruppenliga nel 2008.

### Nello Schleswig-Holstein
Nello Schleswig-Holstein le Landesliga sono state rinominate in Bezirksoberliga nel 1999. Nel 2008 le Bezirksoberliga hanno cambiato nuovamente dicitura in Verbandsliga e attualmente in questo stato non ci sono più campionati denominati Bezirksoberliga.